# Бастіони Севастополя Кримської кампанії

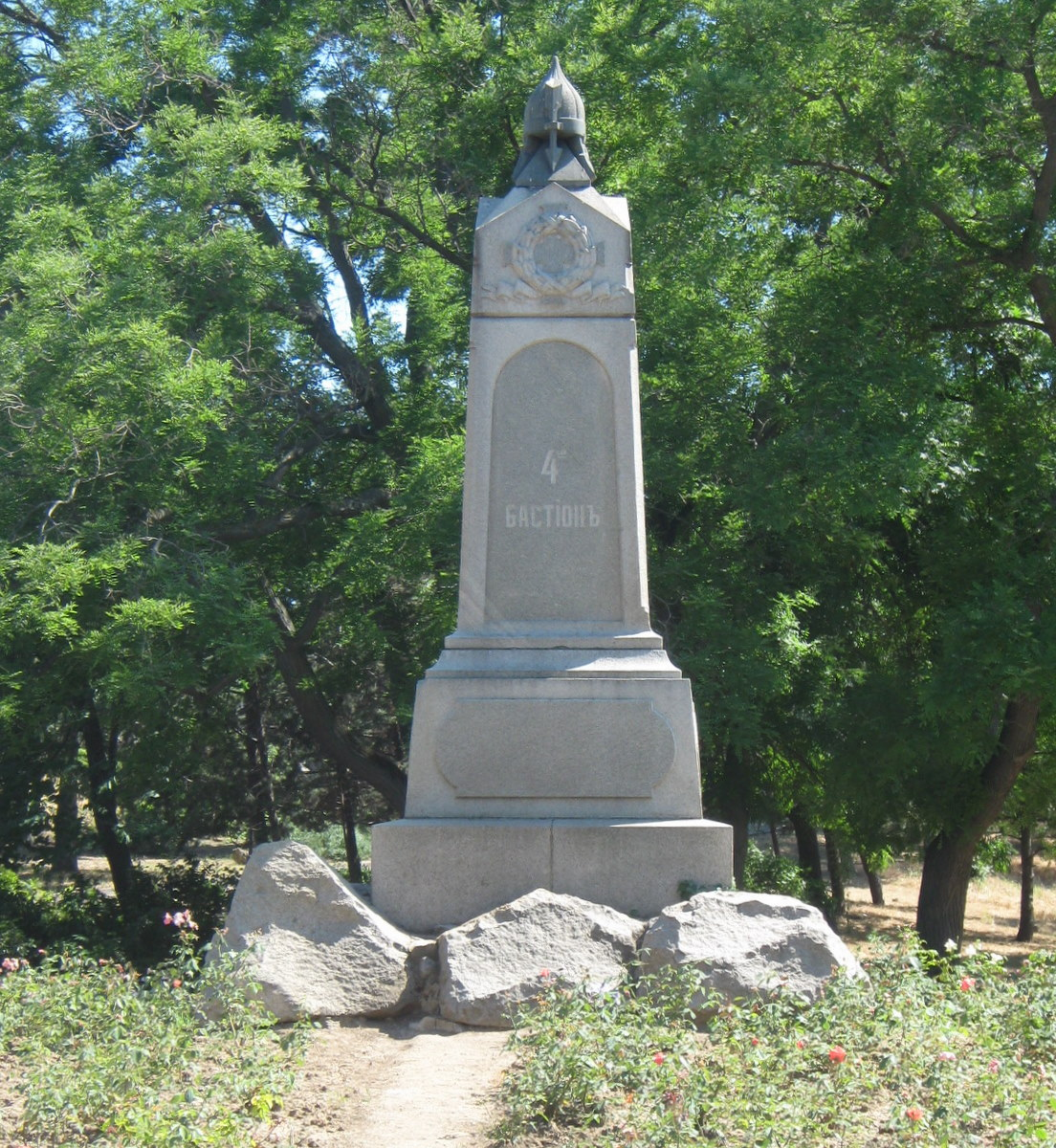
Пам'ятник воїнам 4-го бастіону

Бастіони Севастополя Кримської кампанії — вісім бастіонів в Севастополі споруджені в ході Кримської війни в цілях сухопутної оборони міста за наказом начальника Севастопольського гарнізону генерала-лейтенанта Ф. Моллера. Бастіони простягнулись напівколом на 7,5 кілометрів від Кілен-балки до Олександрівської бухти. Номери їм присвоювалися по мірі спорудження, а бастіон на Малаховому кургані не мав номера.

## Пам'ять
В Севастополі встановлені пам'ятники воїнам першого, другого, третього, четвертого і п'ятого бастіонів. Також на честь першого, другого, третього, четвертого, п'ятого і шостого бастіонів в місті названі вулиці.